# David Rice Atchison
David Rice Atchison (ur. 11 sierpnia 1807, zm. 26 stycznia 1886) – amerykański polityk, prominentny działacz Partii Demokratycznej, który w latach 1843–1855 reprezentował stan Missouri w Senacie Stanów Zjednoczonych, a także dwukrotnie pełnił funkcję jego przewodniczącego pro tempore.
Znany jest również z miejskiej legendy, która głosi, że na skutek komplikacji i wątpliwości prawnych, był przez jeden dzień, w niedzielę 4 marca 1849 roku, prezydentem Stanów Zjednoczonych.

## Tło
Atchison urodził się w miejscowości Frogthow w stanie Kentucky. Przeniósł się potem do Missouri, gdzie mieszkał aż do śmierci. W roku 1843 został wybrany w skład senatu USA.
Zmarł 26 stycznia 1886 i jest pochowany na terenie swej posiadłości Plattsburg w Missouri. Na jego cześć nazwano miasto Atchison w Kansas.
Słynął ze swego poparcia dla niewolnictwa i sam był posiadaczem niewolników.

## Przewodniczącypro temporeSenatu
Przewodniczącym senatu jest z urzędu wiceprezydent USA, Senat wybiera jednakże spośród swoich członków prezydenta pro tempore, który pełni obowiązki przewodniczącego pod nieobecność wiceprezydenta. Według pierwszego prawa sukcesji, ustalonego w 1792, był pierwszą osobą w linii zaraz po wiceprezydencie. Obecnie – po ponownym uregulowaniu tej kwestii – jest trzecim po wiceprezydencie i spikerze Izby Reprezentantów. W czasach Atchisona był on drugim w linii do Białego Domu.
W owym czasie pozycja przewodniczącego pro tempore była głównie zastępcza i honorowa, albowiem to wiceprezydent z reguły przewodniczył izbie. Dziś jest nieco inaczej.
David Rice Atchison pełnił tę funkcję w następujących okresach:
- 8 sierpnia 1845 – 6 grudnia 1846
- 11 stycznia – 13 stycznia 1847
- 3 marca – 5 grudnia 1847
- 2 lutego – 8 lutego 1848
- 1 czerwca – 14 czerwca 1848
- 26 lipca – 29 lipca 1848
- 29 lipca – 4 grudnia 1848
- 26 grudnia 1848 – 1 stycznia 1849
- 2 marca – 4 marca 1849
- 5 marca 1849
- 16 marca – 2 grudnia 1849
- 20 grudnia 1852 – 3 marca 1853
- 4 marca 1853 – 4 grudnia 1854

## Prezydent Stanów Zjednoczonych przez jeden dzień

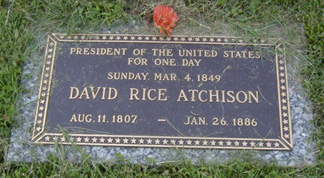
Nagrobek Davida Rice Atchisona

Prezydent James Polk i wiceprezydent George Dallas zakończyli swoją kadencję 4 marca 1849. Tego dnia miał zostać zaprzysiężony prezydent elekt Zachary Taylor, jednak odmówił złożenia przysięgi w niedzielę. W związku z tym, z braku prezydenta i wiceprezydenta, tymczasowym prezydentem na okres tego jednego dnia został z urzędu przewodniczący pro tempore Senatu Atchison.
W opinii wielu historyków i znawców konstytucji Atchison nie mógł być prezydentem, choćby de jure, albowiem:
- Nie został zaprzysiężony na to stanowisko, choćby na ten jeden dzień, a konstytucja wymaga, aby prezydent był zaprzysiężony.
- Urząd nie był nieobsadzony, gdyż, wedle tej samej konstytucji, termin elekta zaczął się automatycznie wraz z końcem kadencji Polka.
- Atchison mógł być najwyżej p.o. prezydenta, ale zapytany, co będzie robić w okresie swej prezydentury, odpowiedział: pójdę do łóżka.

Gdyby istotnie był prawnie prezydentem i został zaprzysiężony, byłby najkrócej urzędującym, ale i najmłodszym w historii.